# 加亚尔堡
加亚尔堡（法語：Château-Gaillard，法語發音：[ʃato ɡajaʁ]）是法国东部安省的一个市镇，属于贝莱区。法国境内有多处同名地名。但以“加亚尔堡”命名的市镇只有一个。

## 地理
加亚尔堡（45°58'24"N, 5°18'15"E）面积16.06 平方千米，位于法国奥弗涅-罗讷-阿尔卑斯大区安省，该省份为法国东部省份，北起汝拉省，西北接索恩-卢瓦尔省，西接罗讷省和里昂大都会，南至伊泽尔省，东与萨瓦省、上萨瓦省和瑞士接壤。
与加亚尔堡接壤的市镇（或旧市镇、城区）包括：昂貝略昂比熱、昂布罗奈、莱芒、普里艾、比热地区圣但尼、圣莫里斯德雷芒、安河畔维莱特。
加亚尔堡的时区为UTC+01:00、UTC+02:00（夏令时）。

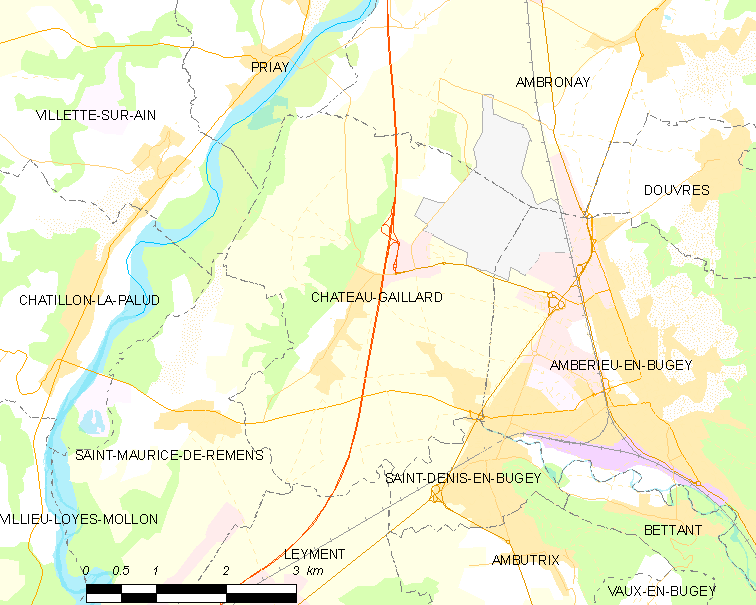
加亚尔堡的OSM定位图

## 行政
加亚尔堡的邮政编码为01500，INSEE市镇编码为01089。

## 政治
加亚尔堡所属的省级选区为昂贝略昂比热县。

## 人口

1962-2008年间加亚尔堡人口变化图示

加亚尔堡于2022年1月1日时的人口数量为2408人。